# 葉羽エストレーノ
葉羽エストレーノ（はばねエストレーノ、Habane Estreno）は、架空のサッカークラブである。2020年よりインターネット上でコンテンツ配信が開始され、その後グッズ販売などが行われている。

## 概要
2020年春、新型コロナウイルス感染症の流行拡大に対する感染予防および拡散防止のために多くの活動が制限され、Jリーグも中断・延期を強いられた。Jリーグは公式Twitterに「#エア明治安田生命Ｊリーグ（#エアJリーグ）」というハッシュタグを設け、「行われるはずだった試合の途中経過」を各サポーターが思い思いに投稿した。
そうした中で、架空のチームを通してサッカーを楽しもうと、当時大学生だったアビスパ福岡サポーターが上述の「#エアJリーグ」をヒントに企画したものが「葉羽エストレーノ」をはじめとする架空のサッカーリーグである。
Twitter上で架空の試合速報やインタビューなどのコンテンツを配信し、Jリーグ関係者のみならず海外からも注目され話題となった。
Jリーグ再開後は「葉羽市に隕石が落ち、施設の使用が困難になった」として「リーグを棄権」し活動を縮小していたが、世界中でコロナ禍が続く中、架空のクラブとしてできることを模索しようと活動を再開。本企画を賛同・支持するサポーターの協力もあり、各選手のイラストやTwitterアカウントなども展開されている。
登場する町名や組織および選手などは実在しない架空のものであるが、葉羽エストレーノのスポンサーには実在する企業が就いており、実際にユニフォームをはじめとする各種グッズが自主製作品と併せて販売されている。
2021年7月13日、同じくチャンピオンカレーがスポンサーに就きヒュンメルのユニフォームを着用するJ2・ツエーゲン金沢とのスペシャルマッチを、2020年東京オリンピック開催の関係でリーグ中断期間となる7月21日に開催すると発表。

## 設定
2009年、バイクのまちとして知られる葉羽市に設立。中村銀行JS2リーグに所属する。
クラブ名のエストレーノ（estreno）とはスペイン語で「初舞台」を意味する。
愛称は「バイク軍」、サポーターは「エストレニスタ」と呼ばれる。
クラブカラーは緑と黄色、ホームスタジアムは葉羽希望の丘スタジアム、クラブマスコットはシノノメイタチの「レノンくん」と「レーノくん」。

## スポンサー
架空のクラブではあるが、実在する企業がスポンサーに就いている。
ユニフォームサプライヤー：ヒュンメル（株式会社エスエスケイ）※特別協賛
スポンサー：yollo（胸）、hudl Japan（背中上部）、STAGE（背中下部）、LIKES（袖）、チャンピオンカレー（鎖骨右側）